# 莫尔库尔 (索姆省)
莫尔库尔（法語：Morcourt，法語發音：[mɔʁkuʁ]）是法国上法蘭西大區索姆省的一个市镇，属于佩罗讷区。

## 地理
莫尔库尔（49°53'31"N, 2°39'5"E）面积7.56 平方千米，位于法国上法蘭西大區索姆省，该省份为法国北部沿海省份，北起加来海峡省和北部省，西接滨海塞纳省和大西洋英吉利海峡，南至瓦兹省，东临埃纳省。
与莫尔库尔接壤的市镇（或旧市镇、城区）包括：巴永维莱尔、瑟里西、希皮利、阿尔博尼耶尔、普鲁瓦亚尔、埃蒂南-梅里库尔。

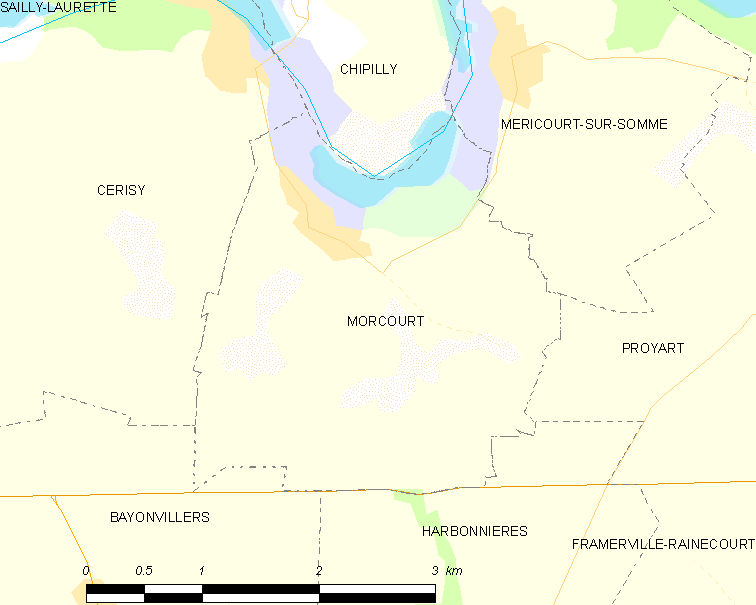
的OSM定位图

莫尔库尔的时区为UTC+01:00、UTC+02:00（夏令时）。

## 行政
莫尔库尔的邮政编码为80340，INSEE市镇编码为80569。

## 政治
莫尔库尔所属的省级选区为科尔比县。

## 人口

1962-2008年间人口变化图示

莫尔库尔于2022年1月1日时的人口数量为330人。